# Município de Reading (condado de Perry, Ohio)
O município de Reading (em inglês: Reading Township) é um município localizado no condado de Perry no estado estadounidense de Ohio. No ano de 2010 tinha uma população de 4.370 habitantes e uma densidade populacional de 33,27 pessoas por km².

## Geografia
O município de Reading encontra-se localizado nas coordenadas 39° 47′ 00″ N, 82° 19′ 14″ O. Segundo o Departamento do Censo dos Estados Unidos, o município tem uma superfície total de 131.36 km², da qual 130.1 km² correspondem a terra firme e (0.96%) 1.26 km² é água.

## Demografia
Segundo o censo de 2010, tinha 4.370 habitantes residindo no município de Reading. A densidade populacional era de 33,27 hab./km². Dos 4.370 habitantes, o município de Reading estava composto pelo 98.01% brancos, o 0.46% eram afroamericanos, o 0.16% eram amerindios, o 0.14% eram asiáticos, o 0.02% eram insulares do Pacífico, o 0.23% eram de outras raças e o 0.98% pertenciam a duas ou mais raças. Do total da população o 0.69% eram hispanos ou latinos de qualquer raça.